# La Croix-des-Gardes
Pour les articles homonymes, voir croix et garde.
La Croix-des-Gardes est un quartier de la  commune française de Cannes située dans le département des Alpes-Maritimes et la région Provence-Alpes-Côte d'Azur sur la Côte d'Azur.

## Géographie
Le quartier de La Croix-des-Gardes se trouve à l'ouest de Cannes, entre les quartiers de La Bocca à l'ouest, Petit Juas à l'est, Le Suquet au sud-est, la commune du Cannet au nord et la baie de Cannes au sud. Il est implanté sur les pentes du massif de la Croix-des-Gardes qui culmine à 213 m. Il s'agit du deuxième point le plus haut de Cannes, le premier, fixé à 260 m, se trouvant dans le quartier de la Californie à l'est de Cannes. Il englobe les lieux-dits du Vallon Provençal, de Pierre-Longue et de Font-de-Veyre.

## Histoire
La dénomination « Croix-des-Gardes » proviendrait de la légende selon laquelle, en 1525, le roi François Ier aurait fait installer, au sommet de la colline où se trouve aujourd'hui la croix, une garnison de gardes suisses chargés de surveiller la mer et les mouvements de bateaux pirates. Deux de ces gardes auraient été assassinés et une petite croix aurait été érigée en leur mémoire.
En décembre 1834, en voyage pour l’Italie, Lord Henry Brougham, homme politique et écrivain britannique, et sa fille Éléonore-Louise sont refoulés à Nice, qui est alors la frontière, en raison d’une épidémie de choléra. Ils sont  contraints de rebrousser chemin et font halte dans la ville de Cannes où ils ont passé la nuit précédente. C’est le début de l’aventure cannoise pour le chancelier anglais qui achète une parcelle de terrain à l’ouest du Suquet et fait construire en 1835 la villa Éléonore-Louise. Dès 1837, le général britannique John Taylor fait construire le château Saint-Georges. Et c'est le début de la longue série de résidences de villégiature édifiées par l'aristocratie britannique qui a fait de Cannes dès la première moitié du XIXe siècle une station balnéaire à partir de la Croix-des-Gardes baptisé « quartier anglais ».

## Politique et administration
Le quartier de La Bocca appartient au canton de Cannes-Centre.

## Urbanisme
Comme sur tout le territoire communal, le quartier est très largement urbanisé en bordure du littoral.

## Patrimoine balnéaire
La première résidence de villégiature de Cannes, la villa Éléonore-Louise est aujourd'hui lotie en une copropriété située 24 rue du Docteur Picaud. Elle est inscrite à l'inventaire général du patrimoine culturel de la région Provence-Alpes-Côte d'Azur au titre du recensement du patrimoine balnéaire. C'est également le cas de nombreuses autres maisons dont seul le plan régulateur de Cannes de 1886 garde trace.
Le parc de la Villa Rothschild et celui du Château Vallombrosa, 6 et 7 rue Jean-de-Noailles, sont classés pour l'un et inscrit pour l'autre au titre des Monuments historiques. La Villa Romée, 5 esplanade du Golfe, plus récente puisque du début du XXe siècle, est également inscrite au titre des Monuments historiques.

## Patrimoine naturel

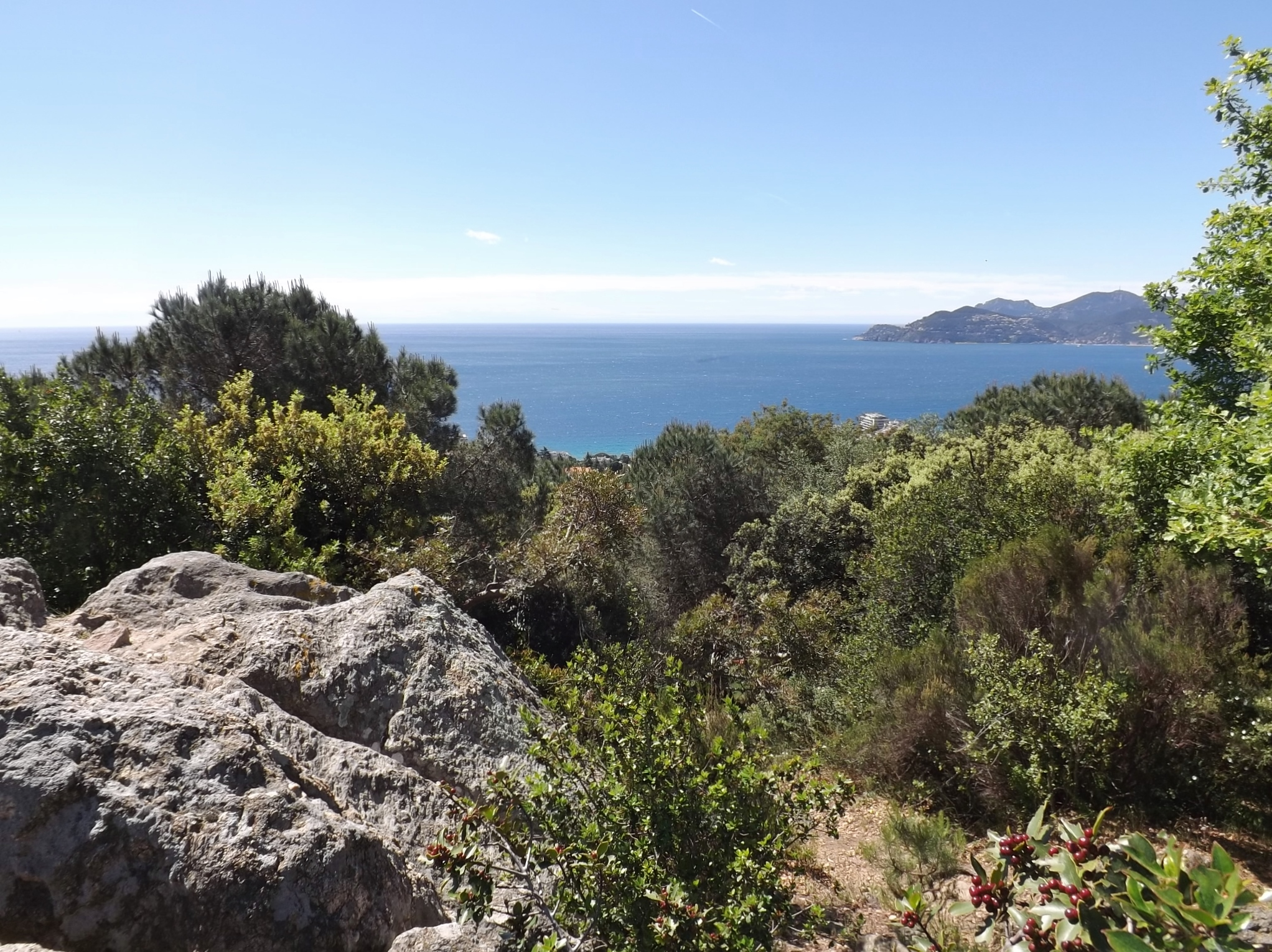
Vue de la baie de Cannes depuis la croix, dans le parc naturel forestier.

Le quartier conserve des espaces vierges préservés au sein du parc naturel forestier du même nom et dans la plaine agricole au nord. Le parc naturel forestier de la Croix-des-Gardes a été classé espace naturel sensible par le département et le conservatoire du littoral. Les nombreuses villas construites au XIXe siècle ont été entourées de jardins botaniques qui subsistent encore et qui sont les témoins du mouvement d'acclimatation engagé vers 1850 notamment sur la Côte d'Azur.
En 1990, une croix monumentale en acier poli, de l'artiste Jean-Yves Lechevallier  a été érigée en haut de la colline.

## Transports
Le quartier est desservi par plusieurs lignes des Palm Bus depuis les autres quartiers de Cannes ou les communes environnantes. Le boulevard du Midi est la partie de la départementale 6098, dite « route du bord de mer », commençant au port du Béal à La Bocca et se prolongeant jusqu'au boulevard Jean-Hibert, au pied du Suquet. La mythique « nationale 7 », devenue la D 6007, traverse également La Croix-des-Gardes en prenant le nom d'avenue du Docteur Raymond Picaud. En revanche, l'autoroute A8, qui a traversé La Bocca, évite la Croix-des-Gardes en remontant vers Mougins par Le Cannet.

## Galerie

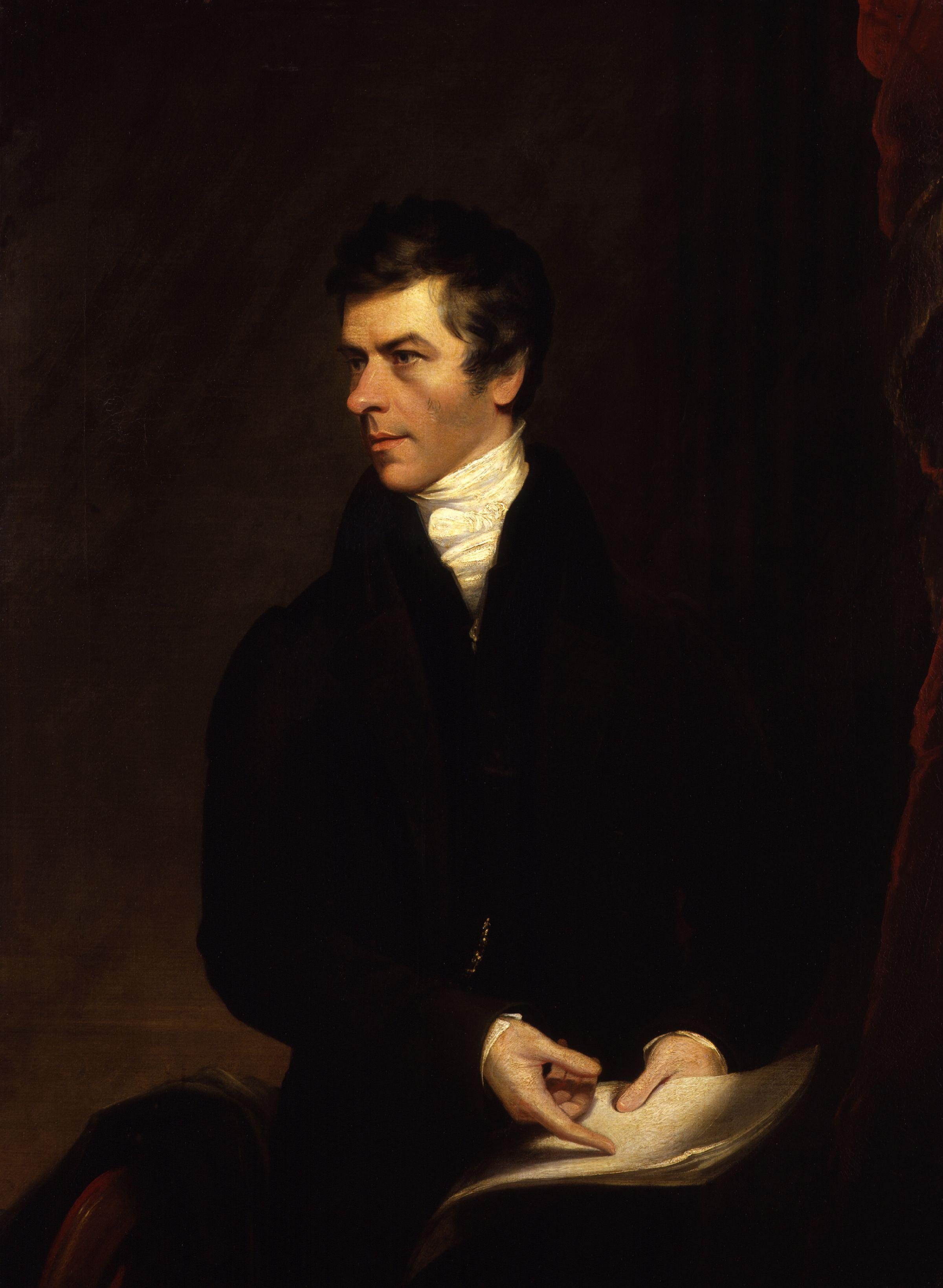
Lord Henry Brougham, précurseur de la villégiature de l'aristocratie anglaise à la Croix-des-Gardes
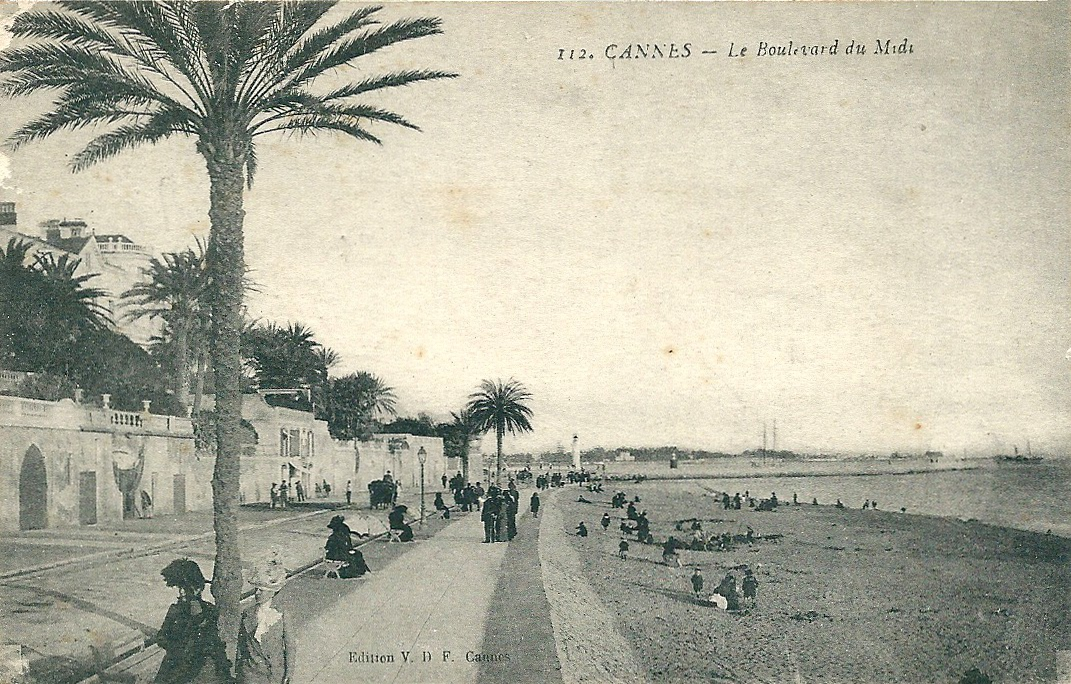
Promenade sur le boulevard du Midi au début du XXe siècle.
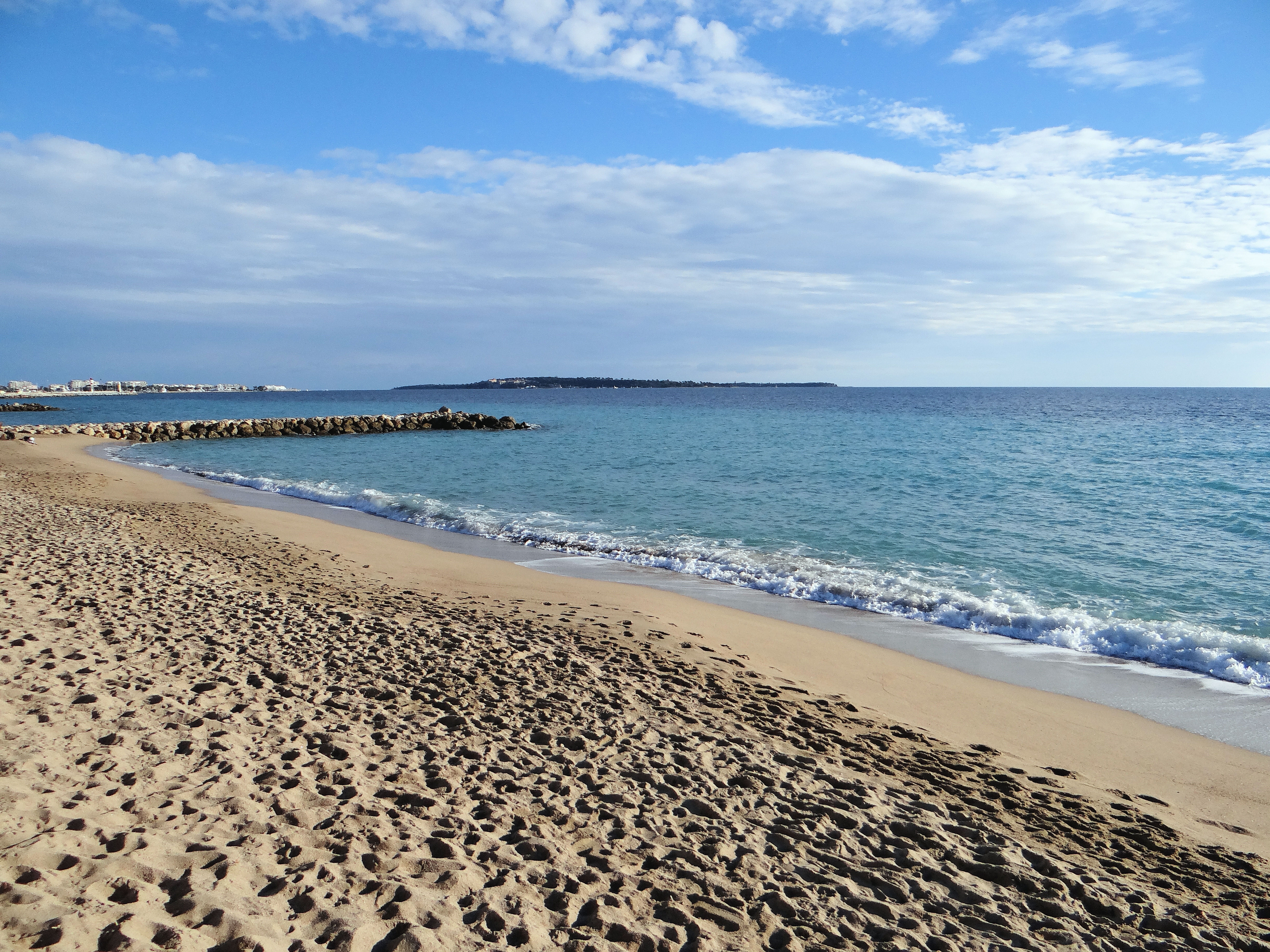
Vue sur la Pointe Croisette et les Îles de Lérins depuis la plage du Midi.
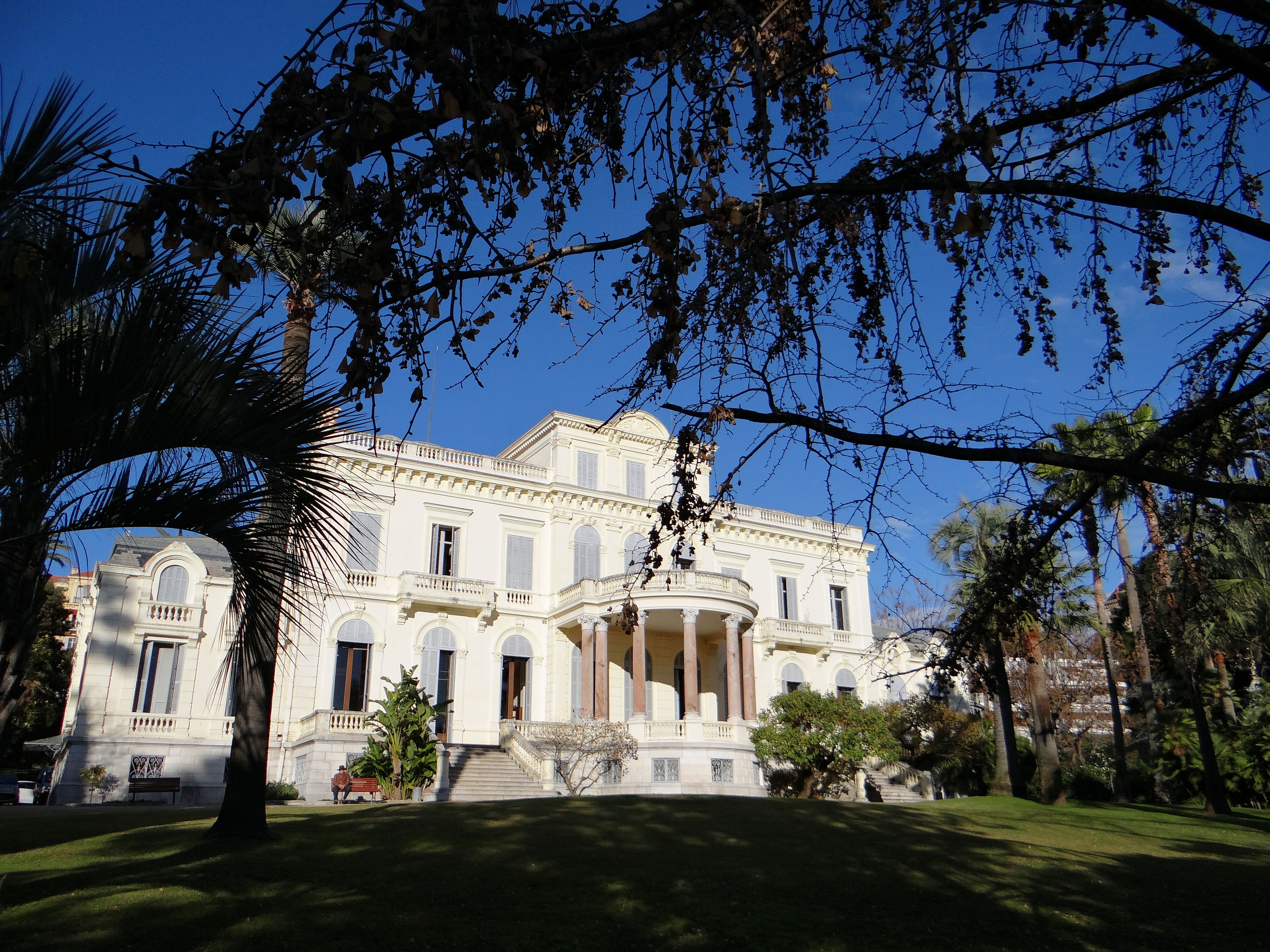
La Villa Rothschild
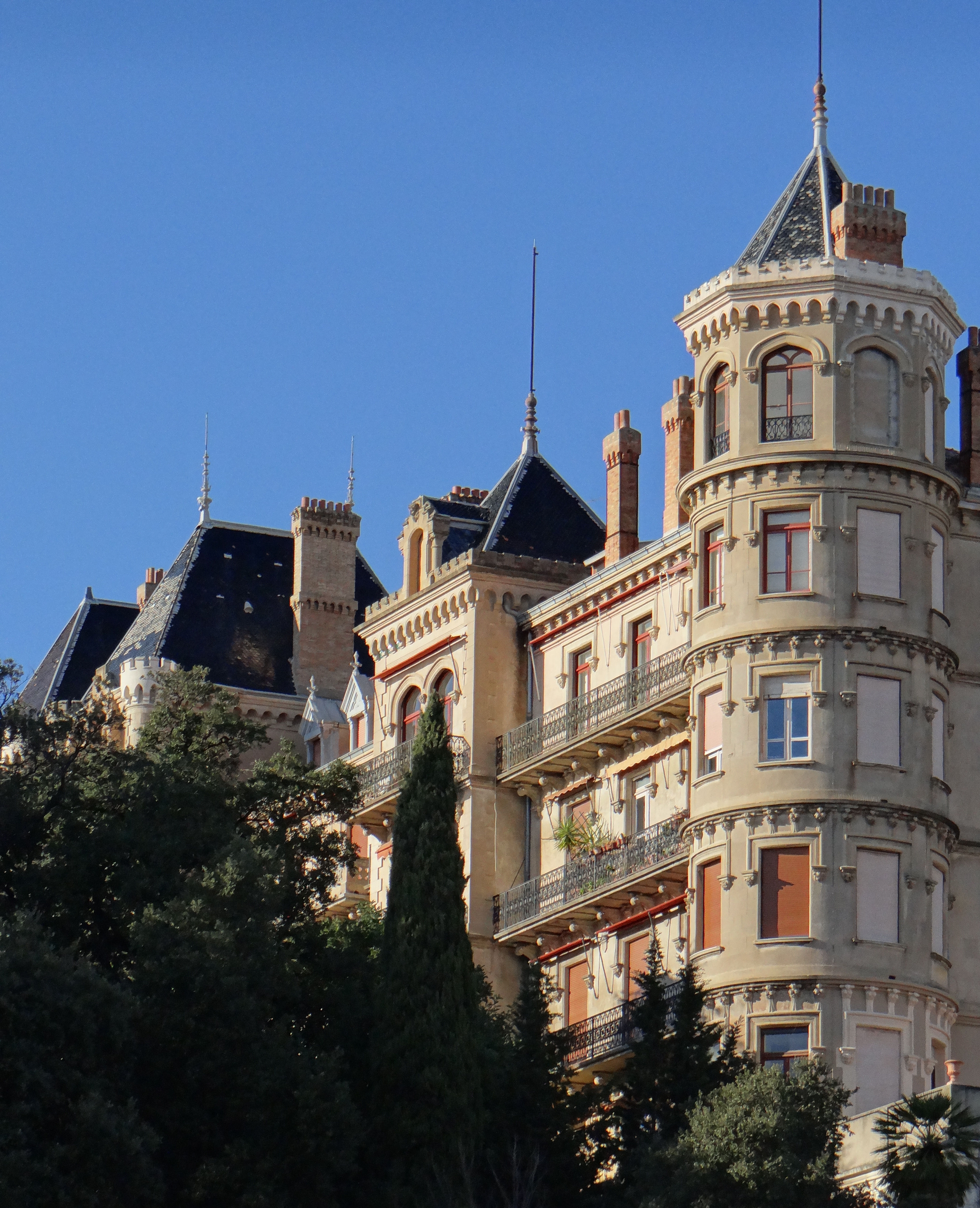
Le château Vallombrosa